# (463991) 2014 WB51
(463991) 2014 WB51 es un asteroide perteneciente al cinturón de asteroides, descubierto el 22 de octubre de 2003 por el equipo Spacewatch desde el Observatorio Nacional de Kitt Peak (Arizona, Estados Unidos).